# Brian Herbert
Pour les articles homonymes, voir Herbert.
Œuvres principales
- Avant Dune
- Après Dune

Brian Herbert, né le 29 juin 1947 à Seattle dans l'État de Washington, est un écrivain américain. Fils de Frank Herbert, le créateur de l'univers de science-fiction de Dune, il a d'abord publié The notebooks of Franck Herbert's Dune en 1988. Maintenant, il complète l'œuvre de son père en écrivant des préquels (souvent en différentes trilogies), et des suites, avec Kevin J. Anderson.

## Œuvres
- L'Homme de deux mondes ((en) Man of Two Worlds)Écrit avec Frank Herbert.

### UniversDune

#### SérieDune, la genèse
Cette série est coécrite avec Kevin J. Anderson.
1. La Guerre des machines, Robert Laffont, coll. « Ailleurs et Demain », 2003 ((en) The Butlerian Jihad, 2002)Réédition, Pocket, coll. « Science-fiction » no 5939, 2007
2. Le Jihad butlérien, Robert Laffont, coll. « Ailleurs et Demain », 2004 ((en) The Machine Crusade, 2002)Réédition, Pocket, coll. « Science-fiction » no 5984, 2008
3. La Bataille de Corrin, Robert Laffont, coll. « Ailleurs et Demain », 2005 ((en) The Battle of Corrin, 2004)Réédition, Pocket, coll. « Science-fiction » no 7008, 2009

#### SérieDune, les origines
Cette série est coécrite avec Kevin J. Anderson.
1. La Communauté des sœurs, Robert Laffont, coll. « Ailleurs et Demain », 2013 ((en) Sisterhood of Dune, 2012)Réédition, Pocket, coll. « Science-fiction » no 7194, 2016
2. Les Mentats de Dune, Robert Laffont, coll. « Ailleurs et Demain », 2014 ((en) Mentats of Dune, 2014)Réédition, Pocket, coll. « Science-fiction » no 7216, 2017
3. Les Navigateurs de Dune, Pocket, coll. « Science-fiction » no 7319, 2021 ((en) Navigators of Dune, 2016)

#### SérieAvant Dune
Cette série est coécrite avec Kevin J. Anderson.
1. La Maison des Atréides, Robert Laffont, coll. « Ailleurs et Demain », 2000 ((en) House Atreides, 1999)Réédition, Pocket, coll. « Science-fiction » no 5771, 2002
2. La Maison Harkonnen, Robert Laffont, coll. « Ailleurs et Demain », 2001 ((en) House Harkonnen, 2000)Réédition, Pocket, coll. « Science-fiction » no 5787, 2004
3. La Maison Corrino, Robert Laffont, coll. « Ailleurs et Demain », 2002 ((en) House Corrino, 2001)Réédition, Pocket, coll. « Science-fiction » no 5807, 2005

#### SérieChroniques de Caladan
Cette série est coécrite avec Kevin J. Anderson.
1. Le Duc, Robert Laffont, coll. « Ailleurs et Demain », 2021 ((en) The Duke of Caladan, 2020)Réédition, Pocket, coll. « Science-fiction » no 7323, 2022
2. La Dame, Robert Laffont, coll. « Ailleurs et Demain », 2022 ((en) The Lady of Caladan, 2021)Réédition, Pocket, coll. « Science-fiction » no 7341, 2023
3. L'Héritier, Robert Laffont, coll. « Ailleurs et Demain », 2023 ((en) The Heir of Caladan, 2022)Réédition, Pocket, coll. « Science-fiction » no 7342, 2024

#### SérieAprès Dune
Cette série est coécrite avec Kevin J. Anderson.
1. Les Chasseurs de Dune, Robert Laffont, coll. « Ailleurs et Demain », 2007 ((en) Hunters of Dune, 2006)Réédition, Pocket, coll. « Science-fiction » no 5985, 2011
2. Le Triomphe de Dune, Robert Laffont, coll. « Ailleurs et Demain », 2008 ((en) Sandworms of Dune, 2007)Réédition, Pocket, coll. « Science-fiction » no 7007, 2012

#### SérieLégendes de Dune
Cette série est coécrite avec Kevin J. Anderson.
1. Paul le prophète, Robert Laffont, coll. « Ailleurs et Demain », 2009 ((en) Paul of Dune, 2008)Réédition, Pocket, coll. « Science-fiction » no 7075, 2013
2. Le Souffle de Dune, Robert Laffont, coll. « Ailleurs et Demain », 2010 ((en) The Winds of Dune, 2009)Réédition, Pocket, coll. « Science-fiction » no 7076, 2014
3. Princesse de Dune, Robert Laffont, coll. « Ailleurs et Demain », 2024 ((en) Princess of Dune, 2023)Réédition, Pocket, coll. « Science-fiction » no 7402, 2025

#### Autres livres surDune
Ces livres sont coécrits avec Kevin J. Anderson.
- La Route de Dune, Robert Laffont, coll. « Ailleurs et Demain », 2006 ((en) The Road to Dune, 2005), recueil de nouvellesRéédition, Pocket, coll. « Science-fiction » no 5969, 2010
- (en) Tales of Dune, 2011, recueil de nouvelles
- (en) Tales of Dune: Expanded Edition, 2017, recueil de nouvelles
- (en) Sands of Dune, 2022, recueil de nouvelles

### SérieLa Constellation du Diadème
Cette série est coécrite avec Kevin J. Anderson.
1. Olium, Orbit, 2012 ((en) Hellhole, 2011)
2. (en) Hellhole Awakening, 2013
3. (en) Hellhole Inferno, 2014

### Romans indépendants
- (en) The Omega Egg, 2007Écrit avec Tobias S. Buckell, Michael A. Burstein (en), Pat Cadigan, Bill Fawcett (en), David Gerrold, James Patrick Kelly, Kay Kenyon, Nancy Kress, Stephen Leigh, Jody Lynn Nye (en), Laura Resnick, Mike Resnick, Kristine Kathryn Rusch, Robert Sheckley, Dean Wesley Smith (en) et Jane Yolen.